# 绿箭侠 (电视剧)
《绿箭侠》，是一部美国电视剧，改編自DC漫画经典超级英雄《綠箭俠》。為「綠箭宇宙」的第一部影集。本片于2012年10月10日起在CW电视网播出。2012年10月22日CW电视网宣布预订全季。
2019年1月，CW電視網續訂第8季，於2019年10月15日播放。3月，宣布將會是本劇的最後一季，並且縮短成十集，其中會包括「無限地球危機 (綠箭宇宙)」交叉集及《綠箭俠與金絲雀》的試播集。

## 劇情

### 第一季
故事敘述昆氏集團總裁之子奧利佛·昆恩原本是位玩世不恭的花花公子，後來因意外而漂流到一處海象險惡的孤島上，五年後被中國漁民搭救。回到久違的家鄉，為了完成父親自殺前交代他欲實現的願望，開始以「箭神」的地下判官身分在史塔林市（Starling City）打擊犯罪。

### 第二季
好友死後的奧利佛沉寂了許久，之後發現因莎朵(Shado)之死而痛恨奧利佛的史萊德·威爾遜(Slade Wilson),來到了史塔林市,並誓言摧毀奧利佛所重視的一切。

### 第三季
綠箭俠和他的團隊，使史塔林市的犯罪率降到了歷史最低值。與此同時，狄當上了父親，藍晉升為警司，專門用來追捕“地下判官”的調查組被解散了，蘿露正式加入綠箭俠團隊的核心圈子，菲詩在一家電子產品商店找了一份兼職工作來補貼家用。另一方面，奧利佛盡全力恢複對昆氏家族企業集團的控制，但一個十分有錢的競爭對手出現了—長相迷人的、讓菲詩怦然心動的朴雷。與此同時一個新的組織刺客聯盟亦威脅著史塔林市的安全。聯盟首領忍者大師為了想奧利佛繼任自己成為新一任的忍者大師。不惜用盡一切方法去令史塔林市的市民和警察對奧利佛感到唾棄。令奧利佛心灰意冷離開史塔林市。成為刺客聯盟的成員並洗腦, 企圖用生化武器催毀史塔林市。奧利佛暗中找到馬爾科姆幫助自己, 發動叛變, 成功拯救史塔林市並擊敗忍者大師, 並將忍者大師之位交給馬爾科姆。但因為做了一些手段令同伴感到失望並心灰意冷, 最後和菲詩離開史塔林市開始新生活…

### 第四季
殺害約翰弟弟的組織"蜂巢"出現於星市，奧利佛從隱退中復出。從長春藤鎮歸來的奧利發現缺了他的綠箭俠團隊疲於應付沒有頭緒的案子而團團轉，也不免得越陷越深，墜入從前打擊犯罪的生活裡，在劇中菲詩即是因為難於懲惡與為妻之間的角色交替困境而正式回復到單身狀況，儘管他們已訂了婚，婚禮進行一半還有前超能力組織的弓箭手鬧場。接近劇中，達米爾·達克(Damian Darhk)因奧利佛團隊擊潰下，暫時失去法力，而被送入監牢。此及尾聲，勞蕾爾·蘭斯 (黑金絲雀)在監獄為藉馬爾科姆重新獲得能力的達米爾所殺害，而西婭也被帶往地下蜂巢(H.I.V.E)。營救出西婭後的斯巴達和綠箭俠分頭行動，在最後一役之中綠箭俠和起義的市民們成功擊潰達米爾的勢力並將他訴諸於私法。

### 第五季
普羅米修斯的出現使得奧利佛的市長職位岌岌可危亦危及他的新戀人，同時菲詩因螺旋駭客組織的要求而陷入兩難，而新的黑金絲雀也隨蘿露的遺願中誕生。最終，綠箭俠小隊被抓到煉獄島，奧利佛救回了兒子，而普羅米修斯舉槍自縊後引發了煉獄島上的爆炸，所有人下落未定。

### 第六季
由Cayden及數位反派組成隊伍, 對抗共同敵人奧利佛, 來傷害城市及身為市長的奧利佛，令奧利佛的城市面臨破產危機, 但一切都是手下戴域加(Ricardo Diaz)設的局, 最後Cayden被警方拘捕, 但原來迪亞茲已經在城市佈滿線人, 企圖荼毒城市, 迪亞茲在警局殺了Cayden, 並控制警局和整個市政府, 成功令奧利失去市長職位...

### 第七季
奧利公開承認身份換來大家的無罪協議。里卡多·迪亞茲與長弓獵手及神祕組織第九圈合作持續打擊綠箭俠小隊。城市出現新的綠箭俠，他的真正身份是奧利同父異母的妹妹惠美子·昆恩。雖然危機解除，監視者卻帶走了奧利。

### 第八季
奧利協助監視者為危機做準備，同時也與過去的夥伴及來自未來的孩子們合作解決危機。

## 登場人物

### 綠箭團隊
| 角色                               | 演員                            | 職務/身份                                 | 备註 | 與原著區別 | 出場集數                     |
| 奧利佛·昆恩 （Oliver Queen）       | 史蒂芬·艾梅爾                   | （Arrow） （Green Arrow） （Spectre）     | 五年前遭遇船難的富家公子，實則為暗地維持正義的治安維持者 |            | 全劇                         |
| 約翰·迪格爾 （John Diggle）        | 大衛·雷姆西                     | 斯巴達 (漫畫)                             | 奧利的保鑣，第一個知道奧利是綠箭俠的人，在得知其身分後並幫助他。 |            | 全剧                         |
| 費莉希蒂·史莫克 （Felicity Smoak） | 艾米莉·貝特·理查茲              | 守望者（OverWatch）                       | 超級電腦駭客，昆氏集團IT部門的工程師。第三季末和奧利佛交往，第四季中分手 |            | 第一-七季全集，第八季1，10集 |
| 羅伊·哈伯 （Roy Harper）           | 科爾顿·海恩斯                   | 軍火庫（Arsenal）                         | 本為在貧民區生活的青年，痛恨有錢人。西婭的第二任男友，第二季意外注射米拉古魯後加入綠箭團隊，後解除米拉古魯，正式成為軍火庫。第三季為替奧利佛頂罪，詐死後暫時離開綠箭團隊，在第四季短暫回歸後，又折返追尋自我的人生旅程。在第六季中與西婭·奎恩離開星城 |            |                              |
| 莎拉·蘭斯 （Sarah Lance）          | 凱蒂·洛茨                       | 金絲雀（Canary） 白金絲雀（White Canary） | 倖存於船難，後被妮莎·奧·古所救，加入刺客聯盟，逃離組織後，暗中保護家人。在第三季因為執行調查馬爾科姆的任務中，為被自己親生父親所下藥意識不清的西婭殺害，後來透過拉撒路池復活及的招魂術康復，後來加入明日傳奇的隊伍，鮮少在本連續劇露面。              |            |                              |
| 勞蕾爾·蘭斯 （Laurel Lance）       | 凱蒂·卡西迪                     | 黑金絲雀（Black Canary） 檢察官           | 奧利的前女友，職業是檢察官，昆汀·蘭斯（Quentin Lance）之長女，莎拉·蘭斯（Sarah Lance）之姐。第四季在監獄暴亂中被恢復力量的達米爾·達克殺死 |            |                              |
| 西婭·昆恩 （Thea Queen）           | 薇拉·賀蘭德                     | （Speedy）                                | 奧利同母異父的妹妹，還有一同父異母的哥哥梅湯米。 第三季終替奧利佛開始行俠仗義，第四季末暫離，在第六季第16集中與羅伊·哈伯等離開星城 |            |                              |
| 柯蒂斯·霍爾特 Curtis Holt          | 埃科·凱倫姆 Echo Kellum         | 卓越先生 Mister Terrific                  | 團隊新成員。 |            | 第四季                       |
| 黛娜·德雷克 Dinah Drake            | 朱麗安娜·霍克偉 Juliana Harkavy | 黑金絲雀二代 Black Canary                 | 綠箭俠小隊新成員。 |            | 第五季                       |
| 蕊內·雷米雷茲 (Rene Ramirez)       | 瑞克·岡薩雷斯 Rick Gonzalez     | 野犬 Wild Dog                             | 團隊新成員。 |            | 第五季                       |

## 开发和制作

宣傳海報，海報上主角身上的漢字紋身引發網友討論。

2012年1月12日有消息指出Greg Berlanti、Marc Guggenheim和Andrew Kreisberg将共同开发一部DC漫画中一个超级英雄的电视剧，随后在1月18日CW正式宣布拍摄本剧的试映集（Pilot），试播集将由《超人前传》的试播集导演David Nutter执导，并确定本剧由Andrew Kreisberg、Greg Berlanti和Marc Guggenheim开发。
2012年5月11日CW正式预订本剧，本剧将于2012年10月10日开播，并在每周三晚8:00（ET）/7:00（PT）档期播放。

### 选角
確定選角前，外界都猜測Justin Hartley會飾演主角綠箭俠，因其在《超人前傳》正是飾演同樣角色長達四年，最終確定由Stephen Amell擔綱影劇主演。